# Murchisonia (plant)
Murchisonia is een geslacht uit de aspergefamilie. De soorten komen voor in Australië.

## Soorten
- Murchisonia fragrans
- Murchisonia volubilis